# Ellen Allien
Pour les articles homonymes, voir Ellen.
Ellen Allien, de son vrai nom Ellen Fraatz (née en 1969 à Berlin), est une DJ et productrice allemande de techno et d'electro, à la tête du label BPitch Control.

## Biographie

### Débuts
Née le 16 septembre 1969 à Berlin,, elle passe un an à Londres où elle découvre l'acid house au club Wag, en 1988. En 1989, elle rentre en contact avec l'U.F.O., le premier house club de Berlin. Elle obtient son premier emploi en tant que DJ en 1991, dans le Fischlabor, un des plus importants techno spot de Berlin. Jouissant de cette première expérience qui lui fait un nom dans le milieu, Ellen Fraatz commence à partir de 1992 sa carrière de DJ en Allemagne (DJ résidente dans les clubs Bunker, Elektro, et Praxis Dr. McCoy). Elle devient Ellen Allien, et joue dans un style abstract techno. Elle anime Braincandy, une émission sur les musiques électroniques en 1994, sur Kiss FM (de) (Allemagne) pour laquelle elle réalise des interviews et des retransmissions live des soirées techno du célèbre club Tresor à Berlin, appelées Project Loveparade[réf. nécessaire]. Durant la même année elle devient DJ résidente à Dubmission, dans le club E-Werk, et sort son premier EP Just Let the Groove Go . En 1995, elle devient DJ résidente au Tresor.

### Label
Elle fonde son propre label BPitch Control en 1999 et fait la promotion d'une Intelligent dance music (IDM) assez radicale, toujours expérimentale, aux rythmes syncopés, aux sonorités déchirées, ciselées aux machines, soutenues par de violentes basses techno, presque un art martial...(broken beat). À partir de 2006, sa musique et son label prennent nettement un tournant vers la Techno minimale et trancy, mais toujours hypnotique. Néanmoins, sur son album Dust sorti en mai 2010, Ellen Allien expérimente des sonorités plus chaudes, entre indie-pop et techno.

### DeStadtkindàBubbles

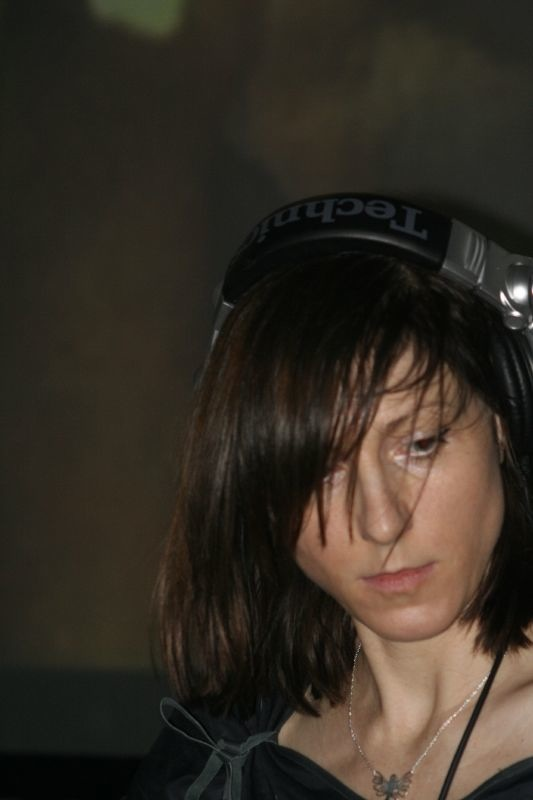
Ellen Allien en 2006.

Elle sort son premier album Stadtkind en 2001 (en français enfant de la ville) puis l'année suivante un opus de remixes sur BPitch Control : Remix Collection. Elle remixe notamment Rippin Kittin de Goldenboy (feat. Miss Kittin). Miss Kittin et Ellen Allien étant considérées comme des alter ego féminins pour leurs personnalités et leur apport à ce courant musical, dans un milieu plus que fortement masculin[réf. nécessaire].
Elle s'associe avec Apparat, de son vrai nom Sascha Ring, codirigeant du label Shitkatapult, pour sortir son deuxième album qui fera date en 2003, Berlinette, en hommage à Berlin, et en référence à la voiture. À partir des sons développés par Autechre et Apparat, et basés sur des programmes d'algorithmes, Ellen Allien apporte sa touche personnelle à l'histoire de l'electro tendance IDM et à la techno : une ambiance aérienne et mélodique notamment par sa voix devenue étrange sous l'effet des machines, comme découpée et hachée par la rythmique elle-même. Elle sort ainsi l'IDM de son statut abstrait et élitiste plutôt confiné aux chambres de nerds et aux cerveaux solitaires, pour amener ce genre musical vers un format plus proche de la « chanson » pop et lui faire retrouver la direction des clubs.
Icône montante et désormais incontournable de la scène electro/techno[réf. nécessaire], elle part en tournée mondiale, tout en soutenant le travail de ses recrues prometteuses sur son label par des compilations BPitch Control : Kiki et Silversurfer, Paul Kalkbrenner, Modeselektor, Sascha Funke, et Smash TV. Ses prestations de DJ sont réputées pour être ultra Techno, elle dit qu'elle aime pousser le son à l'extrême. Elle remixe les Français OMR The Way We Have Chosen et revient sur le devant de la scène en 2005 avec un nouvel album : Thrills, qui ouvre sa musique à un public un peu plus large, au-delà du milieu strictement underground. Bien que cette fois-ci l'ambiance de ses morceaux soit moins pop, il est toujours énergique, assez abstrait, et fait référence à beaucoup de courants, tel que la oldschool.
Ellen Allien continue et signe de nouveaux artistes (sur son label ou ses compilations) qui poursuivent son œuvre de déconstruction expérimentale et explosive de la dance, dont le français DJ Feadz, DJ Koze, Housemeister. Dans l'évolution de son label, elle signe The MFA, valeur montante de la nouvelle house progressive influencée par la big beat des années 1990, et l'acid trance, groupe remarqué sur le label de James Holden. En effet, BPitch Control est proche du label britannique Border Community : The MFA remixe Ellen Allien, puis Apparat remixe Nathan Fake, et Fairmont est régulièrement invité sur les compilations BPitch. L'été 2005, elle confirme cette nouvelle tendance minimale house et tech en créant un sous-label Memo Musik, sur lequel elle signe Ben Klock (déjà artiste BPitch), et Zander VT.
En 2006, Ellen Allien retrouve Apparat (alias Sascha Ring) pour un nouvel album, Orchestra of Bubbles, et un premier EP, Turbo Dreams, remixé dans un style minimal techno par Marc Houle du label Minus de Richie Hawtin, et un style microhouse par Pier Bucci de Crosstown Rebels. L'ambiance de cet album ouvre la discographie d'Ellen Allien vers une atmosphère beaucoup plus aérienne, minimale trancy, soutenue par des arrangements très travaillés et de véritables instruments à cordes. Le second EP Jet sera remixé par The MFA et Ben Klock.
Tandis que l'artiste Sascha Funke de BPitch Control sort une compilation dans la veine deep microhouse : Boogie Bytes Vol. 2, sur laquelle on retrouve Ricardo Villalobos, Schatrax, Trentemøller, Fairmont, Louderbach (alias Troy Pierce), Ellen Allien reprend le chemin des tournées avec Apparat et une partie de son label : les soirées ont lieu notamment dans des entrepôts qui rappellent les lieux de rave, et s'intitulent tout simplement : We Love Ellen.
Elle signe également sur son label le Français Paul Nazca pour un EP deep house hypnotique, intitulé Nice to Be Here. Cette même année, Ellen Allien collabore notamment avec le prince de la minimal tech : Audion (label Spectral) aka Matthew Dear, et diversifie ses activités en lançant une ligne de vêtements et préparant l'édition d'un DVD sur Berlin The Other Side of Berlin, à paraître le 28 avril 2007
En 2007, elle sort l'EP de Tomas Andersson composé des deux titres Mot Matsalen ! et Dubbel Problematik ; puis Happy in Grey, le premier album de sa proche collaboratrice Marit Posh (sous le pseudonyme Damero) qui décrit sa propre musique sous le qualificatif : « dance music pour fauteuil ». En 2007 toujours, Allien est la première femme à mixer pour la série Fabric. Un an plus tard, l'album Sool sort sur son label BPitch Control. En 2009, elle mixe la compilation Watergate Vol. 5 chez Watergate Records et commence à travailler sur un nouvel album Dust, qui sort le 21 mai 2010.

### Depuis les années 2010
Elle travaille ensuite sur la musique du spectacle de danse Drama per musica, dont la première a lieu à Paris en mars 2011 sous la direction d'Alexandre Roccoli et de Sevérine Rième. L'album correspondant, LISm, sort en 2013 et, à l'instar de ses sets, réunit différents styles musicaux. Son successeur,Nost, mise également sur la diversité au sein du spectre électronique.
En 2019, Ellen Allien fonde un nouveau label UFO Inc. et sort l'album Alientronic. Puis un autre album, AurAA, en 2020.

## Discographie

### Albums studio
- 2001 : Stadtkind
- 2003 : Berlinette
- 2005 : Thrills
- 2006 : Orchestra of Bubbles (avec Apparat)
- 2008 : Sool
- 2010 : Dust
- 2013 : LISm
- 2017 : Nost
- 2019 : Alientronic
- 2020 : AurAA

### CD mix
- 2007 : Fabric 34 (en)